# Aeroporto Internacional de Ercan
Aeroporto Internacional de Ercan (em turco:  Ercan Uluslararası Havalimanı) (IATA: ECN, ICAO: LCEN) é o principal aeroporto civil do norte do Chipre. Ele está localizado cerca de 13 km a leste de Nicósia, perto da aldeia de Tymvou. Companhias aéreas turcas e geralmente se referem a este aeroporto como Aeroporto de Lefkoşa (Nicósia).